# Hans Schädel

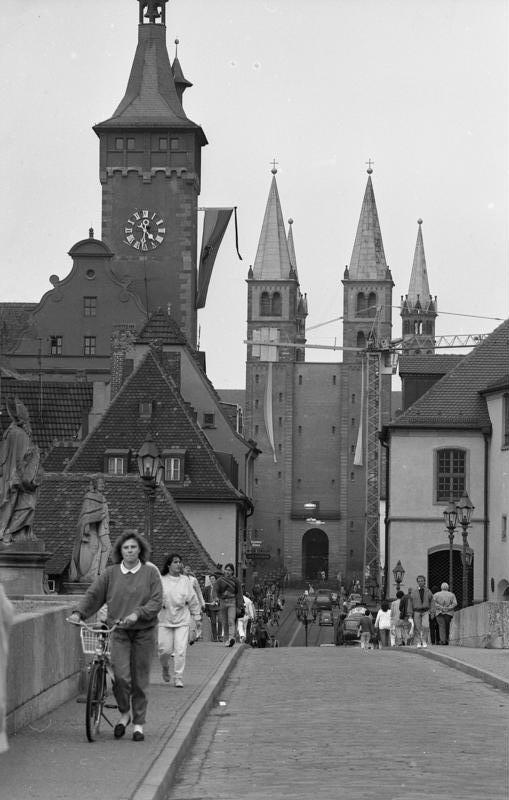
Der wiederaufgebaute Würzburger Dom

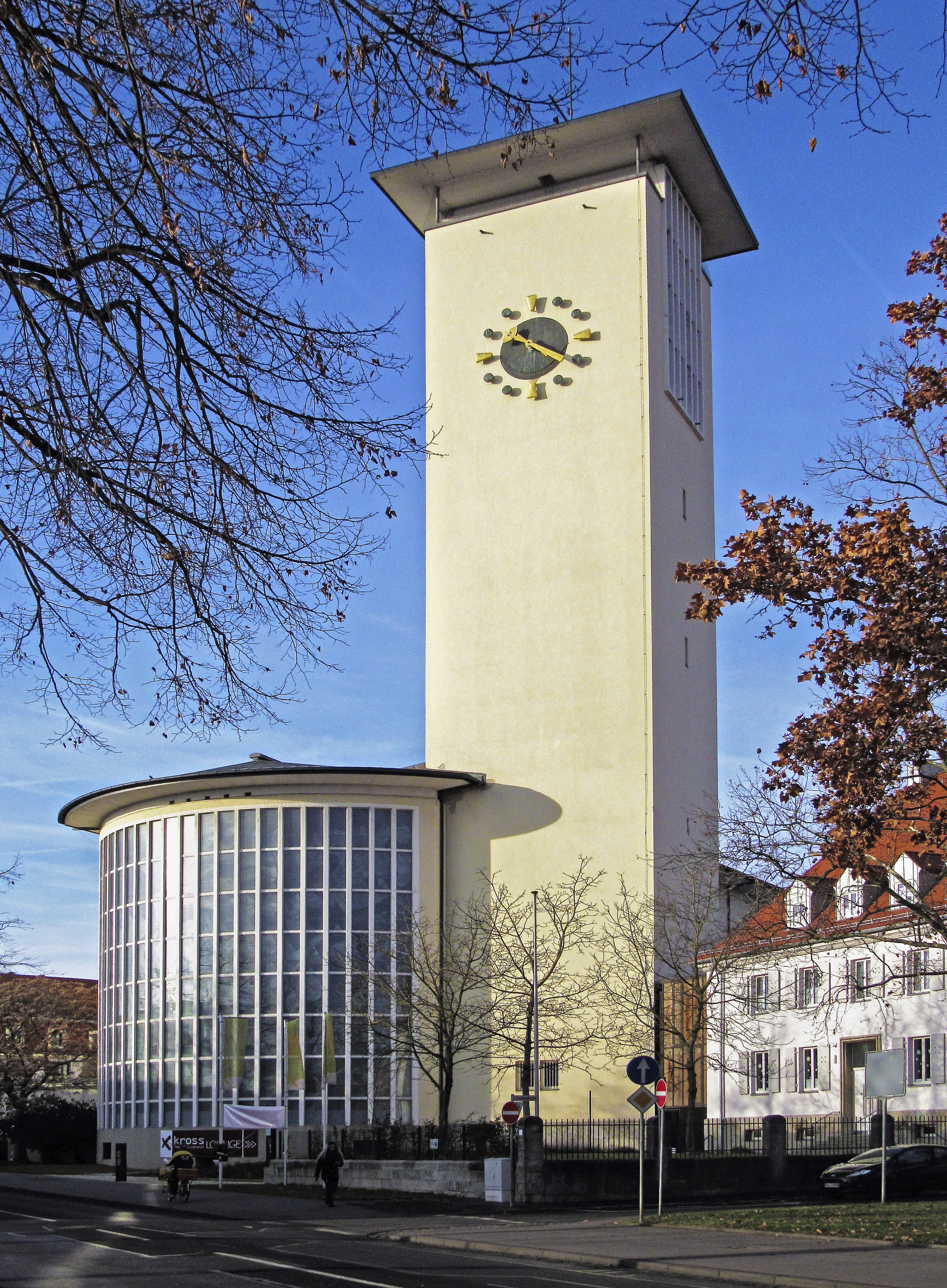
St. Kilian, Schweinfurt (1953)

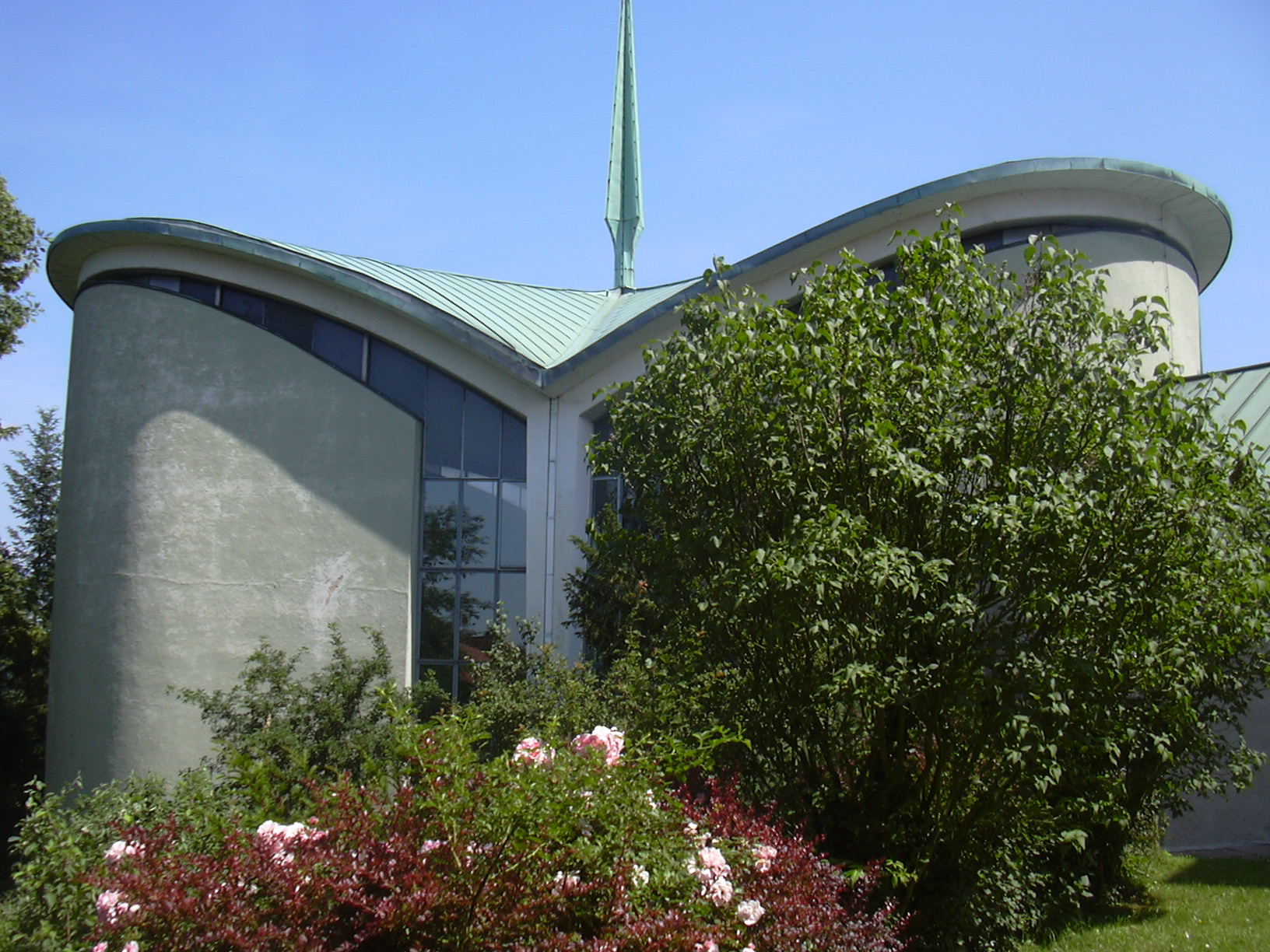
Wallfahrtskirche Maria zum rauhen Wind, Kälberau (1957)

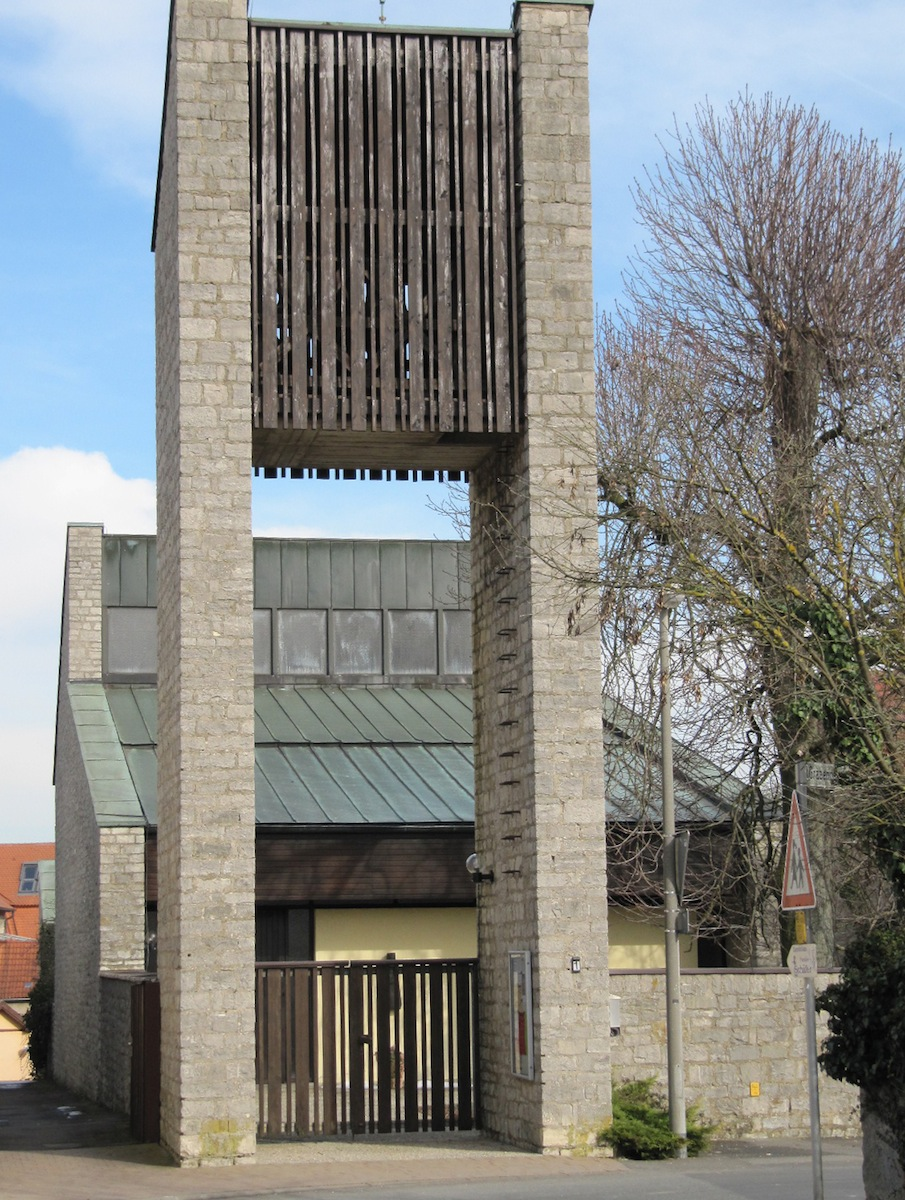
St. Hedwig, Kleinlangheim (1963)

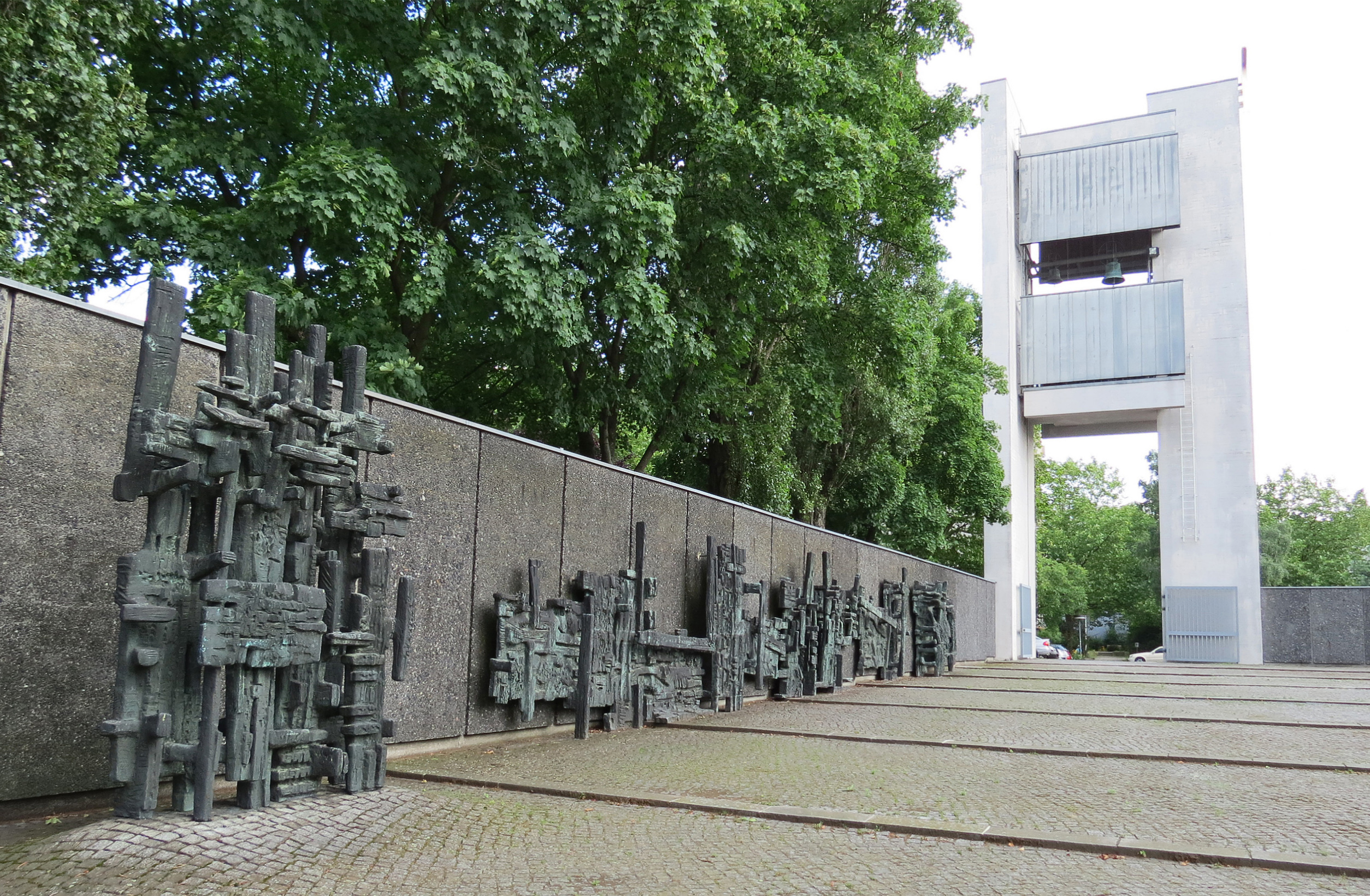
Maria Regina Martyrum, Berlin (1963), Glockenturm und Kreuzweg

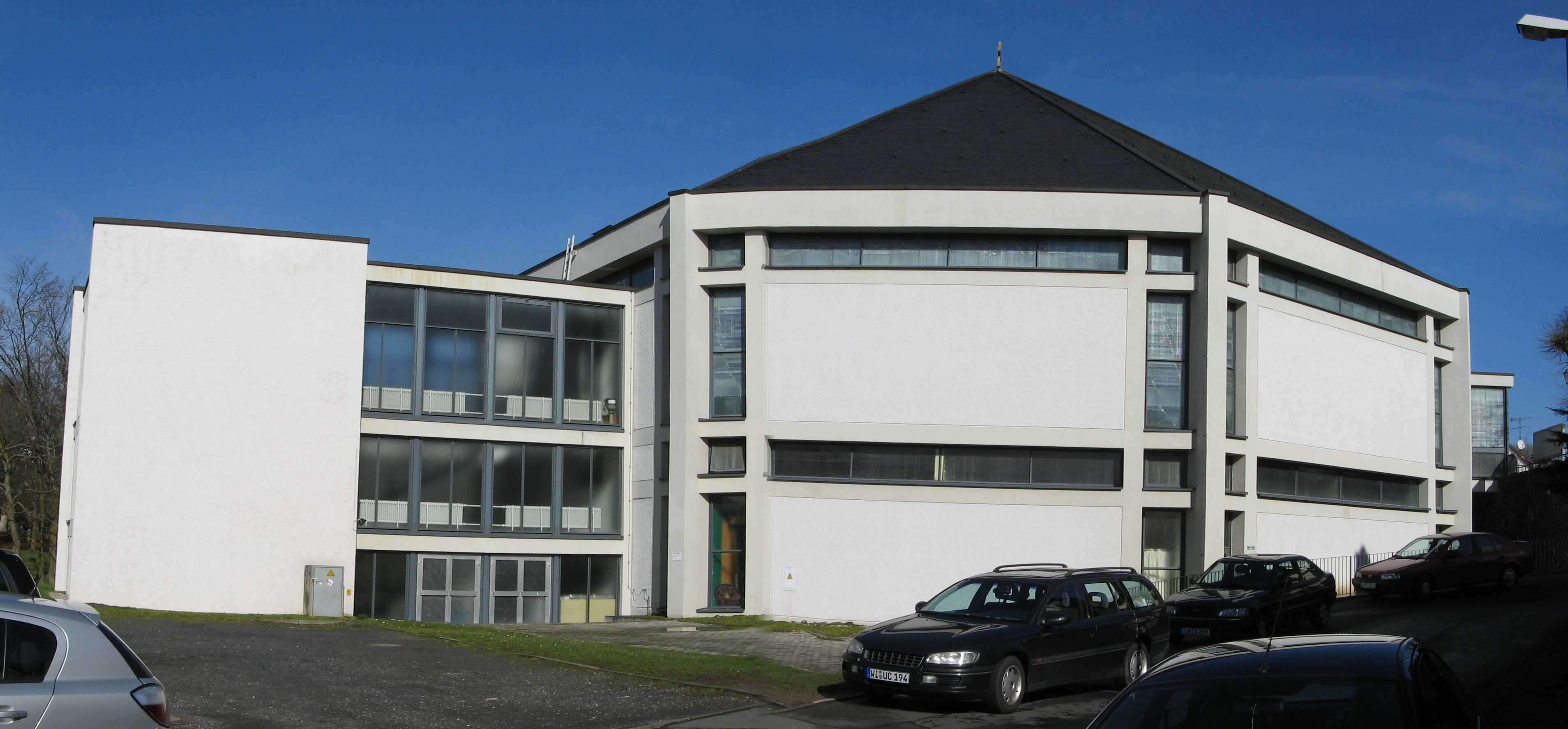
St. Johannes d.T., Lahr (1964–1966)

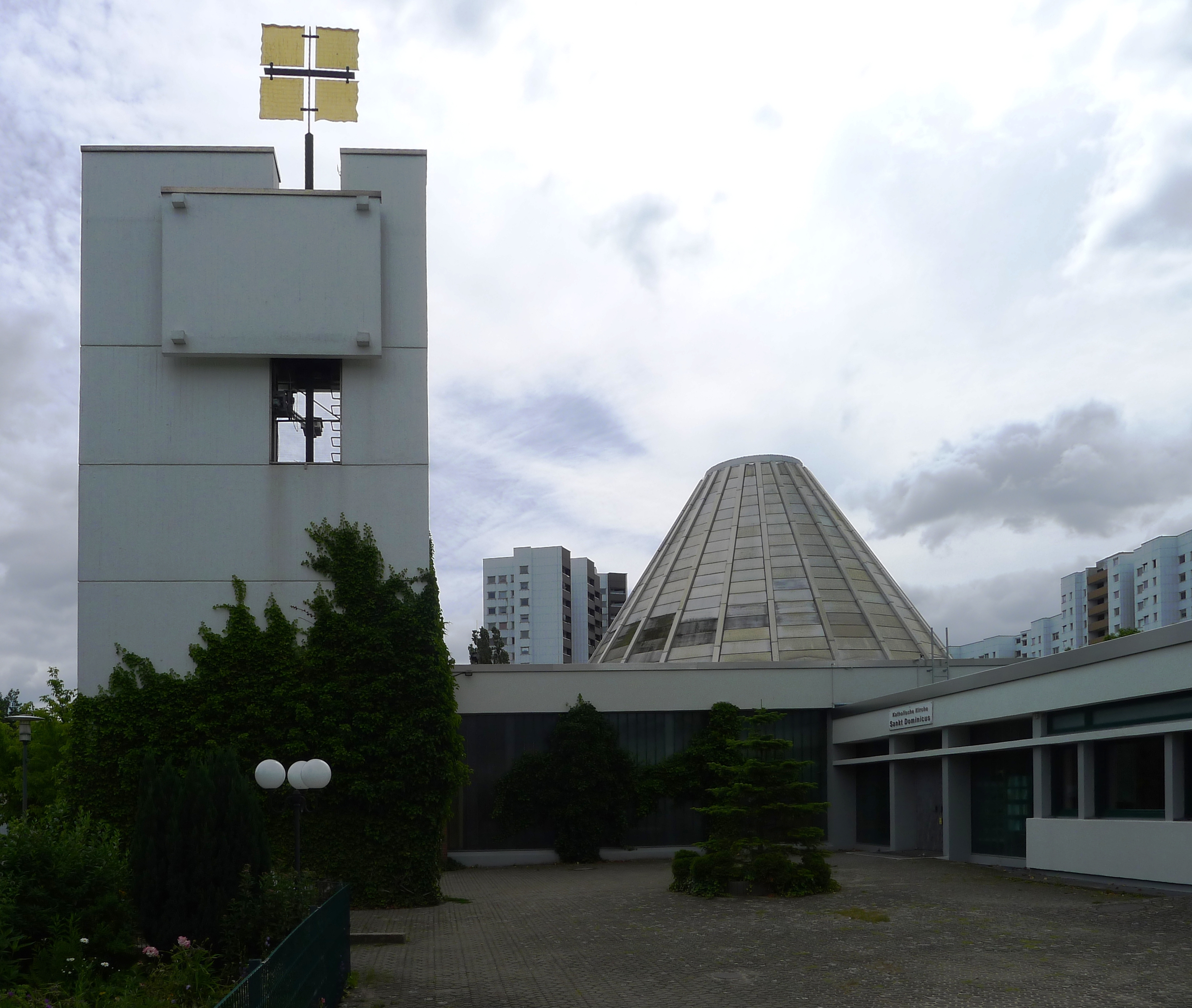
St. Dominicus, Berlin-Gropiusstadt (1977)

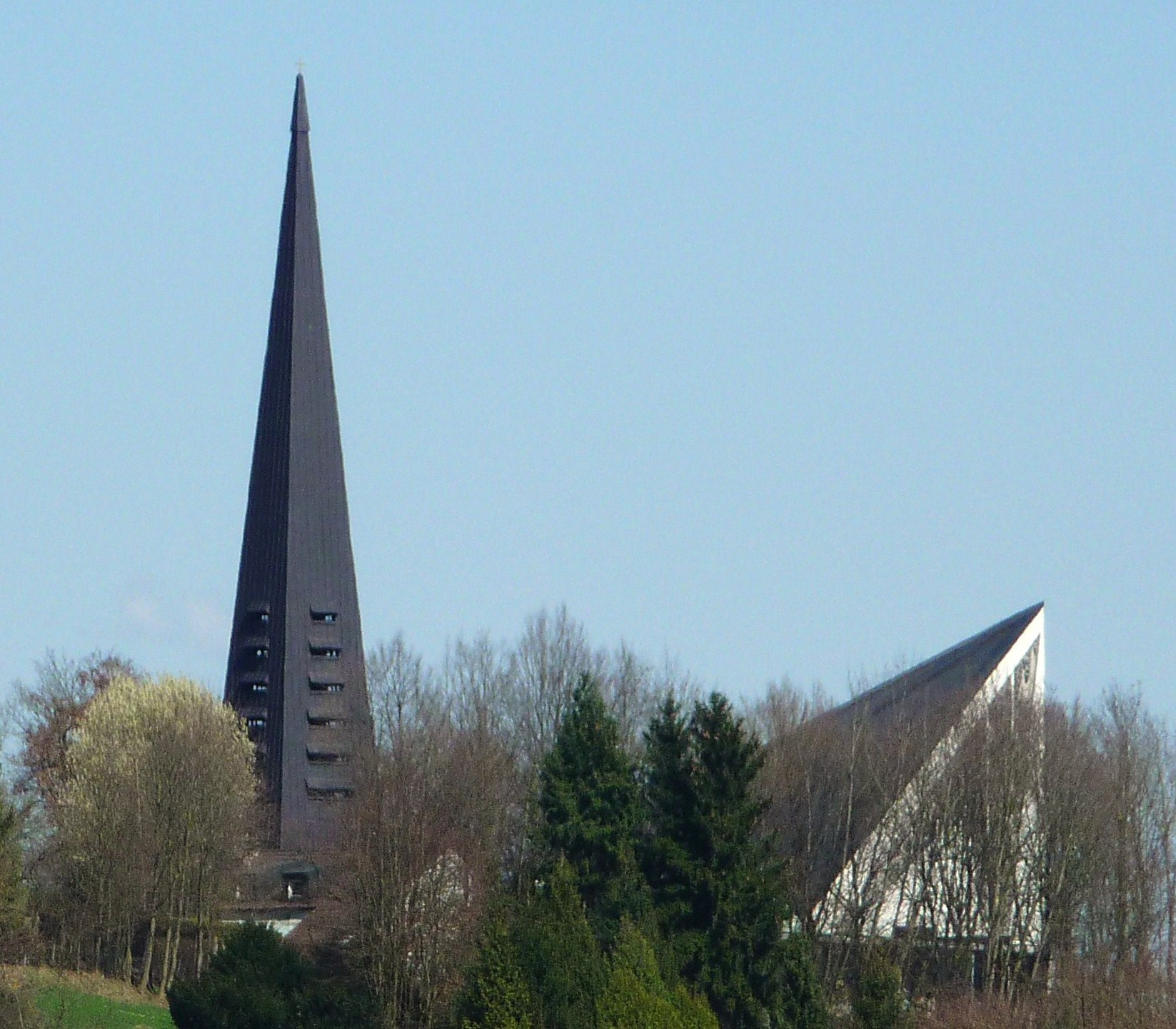
Christus der König, Ruhstorf an der Rott

Hans Schädel (auch Johannes Schädel; * 14. Februar 1910 in Randersacker; † 31. Dezember 1996 ebenda) war der Diözesan- und Dombaumeister des Bistums Würzburg und Leitfigur des Sakralbaus der Zeit nach dem Zweiten Weltkrieg in Deutschland. Zwischen 1948 und 1973 entstanden unter seiner Leitung 56 Kirchen in seiner und in anderen Diözesen.

## Leben
Hans Schädel, Sohn eines Steinmetzes, erlernte das Handwerk seines Vaters. Er heiratete die Tochter eines Winzers. Von 1928 bis 1933 besuchte er die höhere technische Lehranstalt in Nürnberg. Dort entwarf er als einziger von zweiundneunzig Kandidaten eine Kirche als Abschlussarbeit. Er wollte eigentlich Theologie im Kloster Münsterschwarzach studieren, was der Vater verhinderte. 1931 legte er die Meisterprüfung im Steinmetzhandwerk ab. 1934 bekam er eine Anstellung im städtischen Hochbauamt von Würzburg. 1938 wurde er Mitarbeiter von Hubert Groß, dem Leiter des Stadtplanungsamtes von Würzburg. 1939 war er entscheidend an der Planung für die Neugestaltung der Gauhauptstadt Würzburg entsprechend dem Führererlass vom 4. Oktober 1937 tätig. Allerdings wurde, bedingt durch den beginnenden Zweiten Weltkrieg, keine seiner Ideen zur städtebaulichen Umwandlung von Würzburg verwirklicht. 1945 beteiligte er sich an der Planung des Wiederaufbaus der Verkehrs- und Außenentwicklung für die im Krieg schwer zerstörte Stadt Würzburg. Seine Pläne wurden nicht umgesetzt.
1945 erteilte ihm das Domkapitel von Würzburg einen Auftrag, den zerstörten Dom sowie das Kollegiatstift Haug zu überdecken. 1946 wechselte er vom städtischen Hochbauamt in das neugeschaffene Bischöfliche Bauamt. 1956 wurde er zum Dombaumeister, 1971 zum Diözesanbaumeister ernannt. Insgesamt waren es 87 Kirchen, die er wiederaufbaute, umgestaltete oder neu baute. Der größte Teil davon liegt in der Diözese Würzburg, aber auch in den Bistümern in Augsburg, Bamberg, Berlin, Fulda, Limburg, Mainz, Paderborn, Trier sowie in Diözesen in Afrika und Indien war er aktiv. 1974 schied er aus dem kirchlichen Dienst aus.
Schädel bezeichnete sich selbst als sehr gläubigen Christen und seine Werke als Versuch, den Schöpfer der Welt zu preisen. Er war über fünfzig Jahre mit seiner Frau verheiratet; sie hatten drei Töchter und zwei Söhne. Schädel starb am 31. Dezember 1996 in seinem Heimatort Randersacker, wo er auch begraben liegt. Sein Nachfolger als Dombaumeister wurde Friedrich Ebert (* 1913).
1962 wurde Hans Schädel von Kardinal-Großmeister Eugène Kardinal Tisserant zum Ritter des Ritterordens vom Heiligen Grab zu Jerusalem ernannt und am 15. Dezember 1962 in Köln durch Lorenz Jaeger, Großprior der deutschen Statthalterei, investiert. Zuletzt war er Offizier des Ordens.

## Auszeichnungen
- Ritterschlag zum Ritter vom Heiligen Grab (1962)
- Kulturpreisträger der Stadt Würzburg (1972)
- Gebhard-Fugel-Kunstpreis (1986)
- Goldmedaille für Architektur der Biennale Salzburg
- Komturkreuz des Päpstlichen Silvesterordens
- Bayerischer Verdienstorden
- Bundesverdienstkreuz I. Klasse des Verdienstordens der Bundesrepublik Deutschland
- Ehrenmeister des unterfränkischen Handwerks

## Werk
Im Mittelpunkt von Hans Schädels Arbeit stand der Wiederaufbau des Würzburger Doms. Nach ersten Sanierungsarbeiten am Dach 1945, stürzte in einer Sturmnacht 1946 die nördliche Langhauswand ein und riss einen großen Teil des Tonnengewölbes mit sich. Über den Wiederaufbau des Domes wurde in den 1950er- und 1960er-Jahren heftig debattiert. Besonders umstritten waren damals die romanisierende Westfront und die asketische Neugestaltung des Langhauses, für die auf einen Wiederaufbau der reichhaltigen Rokokostuckierung von Pfeilern und Gewölben verzichtet wurde.
St. Kilian in Schweinfurt wurde überregional bekannt und wird allgemein als gelungen angesehen. Die Kirche besitzt mit dem 250 m2 großen Chorfenster mit dem Motiv der Ausgießung des Heiligen Geistes von Professor Georg Meistermann eines der größten Kirchenfenster Deutschlands.
Im Sakralraumkonzept der Gedenkkirche Maria Regina Martyrum in Berlin versammelte Schädel große Künstler wie Fritz Koenig, der die Pieta erschuf, Otto Herbert Hajek, der den Kreuzwegs gestaltete und wiederum Georg Meistermann, dessen Glasfenster im zentralen Altarbereich zu sehen sind.
Das gesamte Areal gilt als herausragendes Beispiel einer gelungenen Einheit von Kirchenbau und Bauplastik. Das Kirchengebäude steht in einem kopfsteingepflasterten, in niedrigen Stufen leicht abfallenden Feierhof, der von mit schwarz-grauen Basaltkieselplatten verkleideten übermannshohen Betonmauern eingefasst wird und an einen Appellplatz erinnert.
Zu den Kuriositäten in Schädels Wirken gehört, dass die Steine der Heidingsfelder Laurentiuskirche für nationalsozialistische Bauten vorgesehen waren. Schädels Gegenspieler im Felde des Kirchenneubaus war Albert Boßlet, der sich laut Schädels Töchtern weigerte, dessen Hauptbau St. Alfons in Würzburg jemals zu betreten.

## Bauten
- 1946–1967: Wiederaufbau des Kiliansdoms in Würzburg Lage
- 1947–1950: Wiederaufbau der Pfarrkirche St. Laurentius in Würzburg/Heidingsfeld
- 1947–1950: St. Laurentius in Kleinostheim Lage
- 1947–1951: Maria Rosenkranzkönigin in Stockstadt am Main Lage
- 1950–1952: St. Anton in Schweinfurt Lage
- 1950–1952: St. Kilian in Frankenheim/Rhön
- 1950: St. Vinzenz in Kitzingen Lage
- 1950–1952: St. Bruno in Niederwerrn
- 1952–1953: St. Kilian in Schweinfurt
- 1952–1954: St. Alfons in Würzburg-Keesburg Lage
- 1954–1956: Hl. Dreifaltigkeit in Kleinheubach Lage
- 1954: Erweiterung der Wallfahrtskirche Hessenthal Lage
- 1957: Neue Wallfahrtskirche Maria zum rauhen Wind in Kälberau Lage
- 1958–1959: Neubau des Chores von in Maria Ehrenberg Lage
- 1959–1962: St.Pius Lohr-Lindig, zusammen mit Bruno Brückner und Gabriele Ebert.
- 1959–1963: Gedenkkirche Maria Regina Martyrum in Berlin-Charlottenburg-Nord Lage
- 1959: St. Anna in Braunfels Lage
- 1960: Hl. Familie in Würzburg-Heidingsfeld Lage
- 1962–1964: St. Hedwig in Kleinlangheim Lage
- 1964–1966: St. Johannes d.T. in Lahr (Westerwald) Lage
- 1965–1966: Zur Mutterschaft Mariens in Hösbach-Bahnhof mit Fritz Ebert Lage
- 1967: St. Pius in Aschaffenburg, Entwurf modifiziert durch Max Guther Lage
- 1964–1968: St. Michael in Schweinfurt Lage
- 1975–1977: Kirche Zu den heiligen Märtyrern von Afrika in Berlin-Lichtenrade Lage
- 1975–1977: St. Dominicus in Berlin-Gropiusstadt Lage
- 1977: St. Markus in Berlin-Spandau Lage
- 1978–1979: Erweiterung der Martinskirche in Bad Orb, (1984–1985 Wiederaufbau nach Brand) Lage
- 1980: St. Pius in Rück-Schippach Lage
- Christus der König in Ruhstorf an der Rott Lage
- Pfarrkirche Von der Mutterschaft Mariens in Hösbach-Bahnhof
- St. Blasius in Ochsenfurt-Zeubelried
- St. Georg in Schonungen Lage
- St. Margareta in Bürgstadt
- St. Michael in Schweinfurt Lage

## Schriften
- mit Andreas Feldtkeller (Hrsg.): Kirchen und Gemeindezentren. Krämer, Stuttgart 1956.